# Moxifloxacina
La moxifloxacina és un antibiòtic, que s'utilitza per tractar infeccions bacterianes, incloent pneumònia, conjuntivitis, endocarditis, tuberculosi i sinusitis. Es pot administrar per via oral, per injecció en vena i com a gotes per als ulls. Comercialitzat a Espanya com a EFG, Actira i Vigamox, entre d'altres.
Els efectes secundaris comuns inclouen diarrea, mareig i mal de cap. Els efectes secundaris greus poden incloure ruptura de tendons espontània, dany nerviós i empitjorament de la miastènia gravis. La seguretat de l'ús durant l'embaràs i la lactància materna no està clara. La moxifloxacina forma part de la família de medicaments de les fluoroquinolones. En general, mata els bacteris bloquejant la seva capacitat de duplicar l'ADN.
La moxifloxacina es va patentar el 1988 i es va aprovar per al seu ús als Estats Units el 1999. Està a la Llista de medicaments essencials de l'Organització Mundial de la Salut.